# クレイジーソルト
クレイジーソルト（Krazy Salt、英語: Krazy Mixed-Up Salt）とは、アメリカ・ニュージャージー州で製造する、岩塩をベースにスパイス・香草等を調合した調味料。

## 概要
1960年代、ニュージャージー州のジェーン・シマンズ (Jane Semans) が岩塩にハーブやスパイスを混ぜて作った手作りのソルトミックスが評判となり「クレイジー・ソルト」が誕生した。
1980年、日本緑茶センターにより「JANE’S Krazy Mixed-Up Salt」の日本への輸入が開始される。当時は日本専売公社による塩の専売が行われていたが、「塩」ではなく「調味料」として申請したことで販売が認められた。

## 名の由来
英語であなたを夢中にさせる意味をもつ、Crazy For Youという動詞から取られた。家庭で愛される調味料になってほしいという願いを込めて、Crazyではなく、K (キッチン) razyと綴りを変えている。
日本国内においては本家と同じ材料を使用した類似商品が大手調味料メーカーから発売されている。

## 主な配合
- 岩塩
- ペッパー
- オニオン
- ガーリック
- セロリ
- タイム
- オレガノ

## 商品ラインナップ
- オーガニッククレイジーソルト
- クレイジーソルト
- クレイジーバジル
- クレイジーペッパー
- クレイジーガーリック
- クレイジーレモン
- クレイジー岩塩

オーガニッククレイジーソルト、クレイジー岩塩を除き、各商品のミニサイズも販売されている。

## エピソード
- 1971年、ジェーンはロアノークの新聞「World News」のインタビューに答えて、「誰しもが、本当の意味で「引退」することはないと思う。（…）私のように60歳で新しく事業を始めれば、年齢なんて重要ではないと気づくだろう。」と語った[6]。
- ニューヨーク・タイムズの取材でニクソン元アメリカ大統領夫人と会った際、大統領夫人から「クレイジーソルトは万能調味料ね！」と言われたことに対し、ジェーンは「いいえ、クレイジーソルトは9998の料理に合いますが、チョコレートとアイスクリームには合いません。」と答えた[1]。
- 2004年2月には、明治製菓の菓子『カール』の「マヨネーズ&クレイジーソルト味」が期間限定で発売された[4]。
- 2010年12月に、フリトレーの菓子『ドリトス』の「クレイジーソルト ステーキ味」が発売された[7]。
- 2021年1月、おやつカンパニーの菓子『ポテト丸』の「クレイジーソルト味」が発売された[8][9]。
- クックパッドなどでは「クレソル」という略表記が見受けられる[10]。